# Fatoumata Diawara
Fatoumata Diawara, född 1982 i Ouragahio i Elfenbenskusten, är en malisk sångerska, låtskrivare och skådespelare.
Diawara växte upp i Abidjan i Elfenbenskusten. Vid tolv års ålder flyttade hon till en släkting i Bamako i sina föräldrars hemland Mali. 1996 hade hon en liten roll i filmen Taafe Fangan, vilket senare ledde till en större roll i filmen La Genèse. Sedan dess har hon medverkat i ett flertal maliska och franska filmer. 2011 släpptes Diawaras debutalbum Fatou, och har sedan dess genomfört flera världsturnéer.
2014 hade hon en roll i Abderrahmane Sissakos Oscarsnominerade film Timbuktu.

## Filmografi
- 1996: Taafe Fanga
- 1999: La Genèse
- 2002: Sia, le rêve du python
- 2007: Regn över Conakry
- 2010: Encourage
- 2010: Ni brune ni blonde
- 2011: Les Contes de la nuit (röst)
- 2014: Timbuktu

## Diskografi

### Album
- 2011: Fatou

### Singlar/EP
- 2011: Kanou EP